# Estopa (banda)
Estopa é um duo catalão de música criado em 1999, formado pelos irmãos David e José Manuel Muñoz. O grupo é oriundo de Cornellá de Llobregat (bairro de San Ildefonso, Barcelona).
Com seu primeiro disco conseguiram vendas superiores a 1.000.000 de cópias, alcançando assim o reconhecimento em seu país natal, e posteriormente em países latino-americanos tais como Cuba, Colômbia e Venezuela. Seus outros discos continuaram seguindo o formato que trouxe o sucesso original, com canções que lembravam os estilos flamenco e rumba. Ao todo, venderam um valor total aproximado a pouco mais de quatro milhões de discos.

## Origem
Os pais dos irmãos David e José nasceram em Zarza Capilla, na Província de Badajos, e administravam o bar da família "La Española", onde cresceram ouvindo à artistas e grupos que os influenciaram fortemente em seus gostos pessoais, e os fazendo tomar interesse por estudos e instrumentos musicais. Esse interesse, contudo, foi dando espaço a outras responsabilidades e trabalhos, até que em meados de 1998, durante o expediente em uma filial da fábrica de peças automobilísticas da SEAT, um grito do supervisor de produção para seus funcionários "¡Dale estopa!", inspirou a ideia original do nome do duo e do primeiro grande sucesso da banda "Por la Raja de Tu Falda", fazendo consequentemente o lançamento seu primeiro disco em 1999.

## Discografia
Ao longo de sua carreira, a dupla editou 11 albums inéditos de estúdio, e uma compilação de seus maiores êxitos.
- 1999: "Estopa"
- 2001: "Destrangis"
- 2002: "Más Destrangis"
- 2004: "¿La calle es tuya?"
- 2005: "Voces de ultrarrumba"
- 2008: "Allenrok"
- 2009: "X Anniversarium" (álbum especial de 10 anos de carreira)
- 2011: "2.0"
- 2014: "Esto es Estopa" (acústico gravado no México, em comemoração aos 15 anos da dupla)
- 2015: "Rumba a lo Desconocido"
- 2019: Fuego